# Kazimir, Silistra
Kazimir (în bulgară Казимир, în română Cazimir) este un sat în comuna Silistra, regiunea Silistra, Dobrogea de Sud, Bulgaria. 
Între anii 1913-1940 a făcut parte din plasa Silistra a județului Durostor, România.

## Demografie
Componența etnică a satului Kazimir
     Romi (5,17%)
     Bulgari (94,82%)
     Nicio identificare (0%)
     Altele (0%)
La recensământul din 2011, populația satului Kazimir era de 116 locuitori. Din punct de vedere etnic, majoritatea locuitorilor (94,82%) erau bulgari, cu o minoritate de romi (5,17%). Pentru 0% din locuitori nu este cunoscută apartenența etnică.